# 70e cérémonie des David di Donatello
La 70e cérémonie des David di Donatello se déroule le 7 mai 2025, elle est présentée par Carlo Conti, et diffusée en Italie sur la chaîne Rai 1.
Les films Berlinguer - La grande ambizione (it) de Andrea Segre et Parthenope de Paolo Sorrentino obtiennent quinze nominations,.
Le film Vermiglio ou La Mariée des montagnes (Vermiglio) de Maura Delpero remporte sept récompenses dont celles du meilleur film, de la meilleure réalisation et du meilleur scénario original,.

## Palmarès

### Meilleur film
- Vermiglio ou La Mariée des montagnes (Vermiglio) de Maura Delpero
  - Berlinguer - La grande ambizione (it) de Andrea Segre
  - Prima la vita (Il tempo che ci vuole) de Francesca Comencini
  - L'arte della gioia (it) (mini-série) de Valeria Golino
  - Parthenope de Paolo Sorrentino

### Meilleur réalisateur
- Maura Delpero pour Vermiglio ou La Mariée des montagnes (Vermiglio)
  - Andrea Segre pour Berlinguer - La grande ambizione (it)
  - Francesca Comencini pour Prima la vita (Il tempo che ci vuole)
  - Valeria Golino pour L'arte della gioia (it)
  - Paolo Sorrentino pour Parthenope

### Meilleur réalisateur débutant
- Margherita Vicario pour Gloria
  - Edgardo Pistone pour Ciao bambino (it)
  - Loris Lai pour I bambini di Gaza : Sulle onde della libertà
  - Gianluca Santoni pour Io e il Secco
  - Neri Marcorè pour Zamora (it)

### Meilleur scénario original
- Maura Delpero pour Vermiglio ou La Mariée des montagnes (Vermiglio)
  - Marco Pettenello (it) et Andrea Segre pour Berlinguer - La grande ambizione (it)
  - Enrico Maria Artale pour El paraíso
  - Anita Rivaroli et Margherita Vicario pour Gloria
  - Francesca Comencini pour Prima la vita (Il tempo che ci vuole)
  - Paolo Sorrentino pour Parthenope

### Meilleur scénario adapté
- Valeria Golino, Luca Infascelli (it), Francesca Marciano, Valia Santella et Stefano Sardo (it) pour L'arte della gioia (it)
  - Gianni Amelio et Alberto Taraglio (it) pour Campo di battaglia
  - Adriano Chiarelli, Francesco Costabile et Vittorio Moroni (it) pour Familia
  - Roberto Proia pour Il ragazzo dai pantaloni rosa (it)
  - Gabriele Salvatores pour Napoli - New York (it)

### Meilleur producteur
- Vermiglio ou La Mariée des montagnes (Vermiglio)
  - Berlinguer - La grande ambizione (it)
  - Ciao bambino (it)
  - Gloria
  - Vittoria (it)

### Meilleure actrice
- Tecla Insolia (it) pour L'arte della gioia (it)
  - Barbara Ronchi pour Familia
  - Romana Maggiora Vergano pour Prima la vita (Il tempo che ci vuole)
  - Celeste Dalla Porta pour Parthenope
  - Martina Scrinzi (it) pour Vermiglio ou La Mariée des montagnes (Vermiglio)

### Meilleur acteur
- Elio Germano pour Berlinguer - La grande ambizione (it)
  - Francesco Gheghi (it) pour Familia
  - Fabrizio Gifuni pour Prima la vita (Il tempo che ci vuole)
  - Silvio Orlando pour Parthenope
  - Tommaso Ragno pour Vermiglio ou La Mariée des montagnes (Vermiglio)

### Meilleure actrice dans un second rôle
- Valeria Bruni Tedeschi pour L'arte della gioia (it)
  - Geppi Cucciari (it) pour Diamanti (it)
  - Tecla Insolia (it) pour Familia
  - Jasmine Trinca pour L'arte della gioia (it)
  - Luisa Ranieri pour Parthenope

### Meilleur acteur dans un second rôle
- Francesco Di Leva pour Familia
  - Roberto Citran pour Berlinguer - La grande ambizione (it)
  - Guido Caprino pour L'arte della gioia (it)
  - Pierfrancesco Favino pour Napoli - New York (it)
  - Peppe Lanzetta pour Parthenope

### Meilleur casting
- Stefania Rodà et Maurilio Mangano pour Vermiglio ou La Mariée des montagnes (Vermiglio)
  - Stefania De Santis pour Berlinguer - La grande ambizione (it)
  - Anna Pennella pour Familia
  - Massimo Appolloni pour Gloria
  - Anna Maria Sambucco, Francesco Vedovati et Massimo Appolloni pour L'arte della gioia (it)

### Meilleure photographie
- Mikhaïl Kritchman pour Vermiglio ou La Mariée des montagnes (Vermiglio)
  - Luan Amelio Ujkaj pour Campo di battaglia
  - Matteo Cocco (it) pour Dostoevskij (it)
  - Daniele Ciprì pour Hey Joe (it)
  - Fabio Cianchetti pour L'arte della gioia (it)
  - Daria D'Antonio pour Parthenope

### Meilleur musicien
- Margherita Vicario et Dade (it) pour Gloria
  - Iosonouncane (it) pour Berlinguer - La grande ambizione (it)
  - Thom Yorke pour Confidenza
  - Colapesce pour Lettres siciliennes (Iddu)
  - Nicola Piovani pour Le Train des enfants (Il treno dei bambini)

### Meilleure chanson originale
- Aria! (musique et texte de Margherita Vicario, Davide Pavanello, Edwyn Roberts, Andrea Bonomo et Gianluigi Fazio, interprétation de Margherita Vicario) pour Gloria
  - Knife Edge (musique, texte et interprétation de Thom Yorke) pour Confidenza
  - Diamanti (musique de Giuliano Taviani et Carmelo Travia, texte et interprétation de Giorgia) pour Diamanti (it)
  - Atoms (musique et texte de Valerio Vigliar, interprétation de Greta Zuccoli) pour Familia
  - La malvagità (musique, texte et interprétation de Colapesce) pour Lettres siciliennes (Iddu)

### Meilleur décorateur
- Tonino Zera (it), Carlotta Desmann et Maria Grazia Schirripa pour Le Déluge (Le Déluge - Gli ultimi giorni di Maria Antonietta)
  - Alessandro Vannucci et Laura Casalini pour Berlinguer - La grande ambizione (it)
  - Luca Merlini et Giulietta Rimoldi pour L'arte della gioia (it)
  - Carmine Guarino (it) et Iole Autero pour Parthenope
  - Pirra, Vito Giuseppe Zito et Sara Pergher pour Vermiglio ou La Mariée des montagnes (Vermiglio)

### Meilleurs costumes
- Massimo Cantini Parrini (it) pour Le Déluge (Le Déluge - Gli ultimi giorni di Maria Antonietta)
  - Mary Montalto pour Gloria
  - Maria Rita Barbera (it) pour L'arte della gioia (it)
  - Carlo Poggioli (it) pour Parthenope
  - Andrea Cavalletto (it) pour Vermiglio ou La Mariée des montagnes (Vermiglio)

### Meilleur maquilleur
- Alessandra Vita et Valentina Visintin pour Le Déluge (Le Déluge - Gli ultimi giorni di Maria Antonietta)
  - Sara Morlando, Rossella Sicignano, Leonardo Cruciano et Viola Moneta pour Berlinguer - La grande ambizione (it)
  - Maurizio Fazzini pour L'arte della gioia (it)
  - Paola Gattabrusi et Lorenzo Tamburini pour Parthenope
  - Frédérique Foglia pour Vermiglio ou La Mariée des montagnes (Vermiglio)

### Meilleur coiffeur
- Aldo Signoretti et Domingo Santoro pour Le Déluge (Le Déluge - Gli ultimi giorni di Maria Antonietta)
  - Desiree Corridoni pour Berlinguer - La grande ambizione (it)
  - Marta Iacoponi et Carla Indoni pour Gloria
  - Marco Perna pour Parthenope
  - Tiziana Argiolas pour Vermiglio ou La Mariée des montagnes (Vermiglio)

### Meilleur monteur
- Jacopo Quadri (it) pour Berlinguer - La grande ambizione (it)
  - Walter Fasano pour Dostoevskij (it)
  - Giogiò Franchini (it) pour L'arte della gioia (it)
  - Cristiano Travaglioli (it) pour Parthenope
  - Luca Mattei pour Vermiglio ou La Mariée des montagnes (Vermiglio)

### Meilleur son
- Dana Farzanehpour, Hervé Guyader et Emmanuel de Boissieu pour Vermiglio ou La Mariée des montagnes (Vermiglio)
  - Alessandro Palmerini, Marc Bastien, Vincent Grégorio et Franco Piscopo pour Berlinguer - La grande ambizione (it)
  - Emanuele Cicconi, Alessandro Feletti, Alessandro Giacco et Marco Falloni pour Campo di battaglia
  - Xavier Lavorel, Daniela Bassani, Francois Wolf et Maxence Ciekawy pour Gloria
  - Emanuele Cecere, Silvia Moraes, Mirko Perri et Michele Mazzucco pour Parthenope

### Meilleurs effets visuels
- Víctor Pérez pour Napoli - New York (it)
  - Tristan Lilien et Michel Denis pour Berlinguer - La grande ambizione (it)
  - Francesco Niolu et Rodolfo Migliari pour L'arte della gioia (it)
  - Fabio Tomassetti et Daniele Tomassetti pour Limonov, la ballade
  - Rodolfo Migliari et Lena Di Gennaro pour Parthenope

### Meilleur documentaire
- Lirica Ucraina de Francesca Mannocchi (it)
  - Duse, The Greatest de Sonia Bergamasco
  - Il cassetto segreto de Costanza Quatriglio
  - L'occhio della gallina de Antonietta De Lillo
  - Prima della fine. Gli ultimi giorni di Enrico Berlinguer de Samuele Rossi

### Meilleur film étranger
- Anora de Sean Baker
  - Conclave de Edward Berger
  - Juré n° 2 de Clint Eastwood
  - La Zone d'intérêt de Jonathan Glazer
  - Perfect Days de Wim Wenders

### David Jeunes
- Napoli - New York (it) de Gabriele Salvatores
  - Berlinguer - La grande ambizione (it) de Andrea Segre
  - Familia de Francesco Costabile
  - Il ragazzo dai pantaloni rosa (it) de Margherita Ferri (it)
  - Prima la vita (Il tempo che ci vuole) de Francesca Comencini

### David des spectateurs
- Diamanti (it) de Ferzan Özpetek

### David special
- Pupi Avati (David pour sa carrière)
- Ornella Muti (David speciale)
- Timothée Chalamet (David speciale)